# ریچارد بریث‌ویت
ریچارد بوان برایت وایت (به انگلیسی: Richard Bevan Braithwaite) فیلسوف انگلیسی است که متخصص فلسفه علم، فلسفه اخلاق و فلسفه دین است. متولد ۱۵ ژانویه ۱۹۰۰ و درگذشته ۲۱ آوریل ۱۹۹۰ است.
او معتقد است که زبان دین با زبان علم تفاوت دارد و تلاش می‌کند با بررسی زبان دین کارکردهای مفید آن را در جهان مدرن نشان دهد. برایت وایت معیار معناداری گزاره ها را مانند پوزیتیویست ها تایید پذیری میداند اما بر خلاف آنها گزاره های دینی را بی معنا نمیداند.مهم‌ترین اثر او تبیین علمی: بررسی کاربرد نظریه، احتمال و قاعده در علم (Scientific Explanation: A Study of the Function of Theory, Probability and Law in Science) نام دارد که در ۱۹۵۳ منتشر شد.